# 洋山深水港

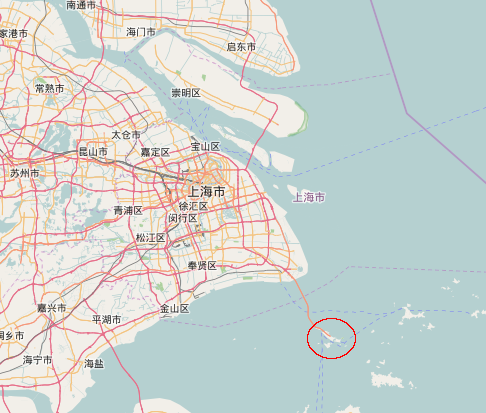
洋山深水港

洋山深水港，简称洋山港，是位于中国上海市东南外海的浙江省舟山市嵊泗县崎岖列岛的一个大型深水海港，是上海港的重要组成部分，主体部分位于小洋山上。设于洋山港的洋山保税港区是中國大陆的首個保税港区。其中，小洋山港口區域面積2.14平方公里，主要由洋山集装箱码头、洋山天然气码头和洋山申港油库等部分组成；陸地區域位于上海市浦东新區芦潮港，面積達6平方公里。行政管辖权属于浙江，由上海國際港務（集團）股份有限公司（前身为上海港务局）经营。

## 概要
洋山港是中国最大的集装箱港，是利用小洋山岛填海而成的人工海上港头。通过长度32.5公里的东海大桥和上海市浦东新区相连。
2005年12月10日正式开港。一期工程岸壁总长1600米，有5个泊位。第一天共处理7558个标准集装箱。全部工程结束后年吞吐量大约为2500万标准集装箱。

## 建设背景
根据中国国家统计局统计，2004年中国国民生产总值为13兆6,515亿元人民币，同比增长9.5%，上海市国民生产总值为7,450亿2,700万人民币，同比增长13.6%。外贸进出口总额1兆1,547亿美元，成为美国，德国之后世界第三大外贸大国。在此经济形势之下，作为国内经济窗口并且发展迅速的上海没有能停靠大型集装箱船舶的深水码头。上海原来的黄浦江码头是内河码头，无法停泊大型船舶。1995年为了大型船舶停靠的需要在长江口建造了水深10-11米的外高桥深水码头，但是长江河口航路水深只有7米，必须利用满潮才能航行。在这样的背景下深水大港计划就出现了。

## 东海大桥

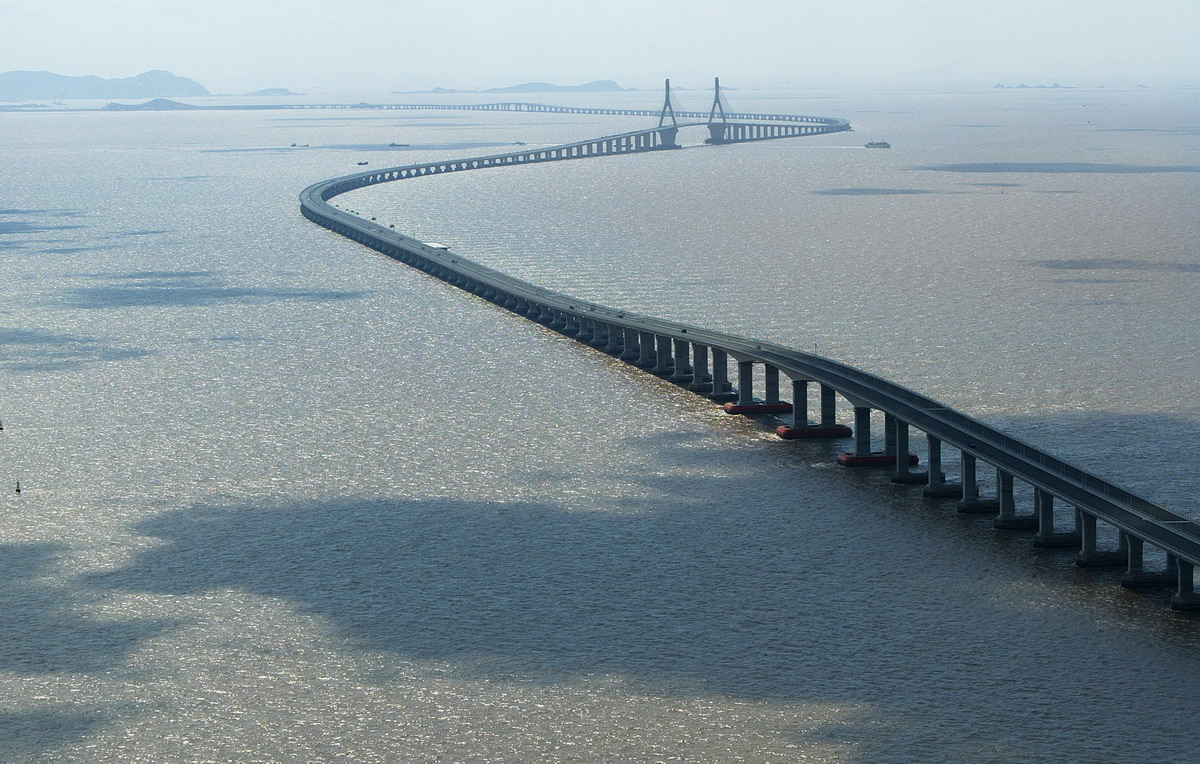
东海大桥

东海大桥是洋山港和上海市浦东新区芦潮港之间的海上大桥，起着洋山港和大陆联结的作用。东海大桥总长31公里，全部6车道的斜拉桥，最大跨距420米，能通行5,000吨级船舶，中间跨距140米，能通行1,000吨级和500吨级船舶，非航道部分跨距分别为50米，60米和70米。

## 工程进度
2002年3月，洋山港和东海大桥项目开始进行。到2005年一期工程完成为止，建成了东海大桥，并在小洋山和大洋山之间的海面填埋形成人工地盘上建造了5个水深15公尺泊位，可以停靠超巴拿马级集装箱货船。一期工程的投资额为143亿元人民币。二期工程将继续建造4个水深15公尺泊位，在建设初期预计工程分三期建设，到2020年全部工程结束为止总投资额将达到500亿元人民币。2017年12月，洋山港第四期自动化码头开港运行，这一码头号称全球最大单体自动化智能码头和全球综合自动化程度最高的码头。洋山港四期依托颗珠山岛及大、小乌龟岛围海填筑形成，总用地面积223万平方米。主要设备由振华重工生产。
| 工期       | 工程进度                                           | 工程内容                               | 投资    |
| ---------- | -------------------------------------------------- | -------------------------------------- | ------- |
| 北港区一期 | 2002年6月-2005年12月                               | 港区、东海大桥、沪芦高速公路、临港新城 | 143亿元 |
| 北港区二期 | 2005年6月-2006年12月                               | 东端与一期工期相连, 4个10万吨级泊位    | 57亿元  |
| 北港区三期 | 一阶段工程2007年12月竣工，二阶段工程2008年12月竣工 | 7个10万吨级泊位                        | 170亿元 |

东港区是成品油中转基地以及国家战略储备油库，共分三期建设。一期工程建設成品油库和生产生活设施区，2009年3月投入使用。
2022年9月3日，上海港东北亚空箱调运中心在洋山港区启用。

## 归属权之争
“一港一政”是国际港口的一般特性，而洋山港是超越《中华人民共和国港口法》的唯一特例。由于港口修建在浙江省的管辖范围内，名义上归属于浙江省管辖，浙江曾希望洋山港的部分税费能交到浙江，后来因为码头公司都在上海注册，而且航政、港政等管理都归上海管辖，浙江并没有税费可分。业内人士认为，有关部门的不明确态度对洋山港日后发展会产生一定的不利影响。

## 大事记
- 2002年3月，工程被国务院审批认可
- 2005年12月10日，一期工程建成使用
- 2017年12月10日，四期自动化码头开港

## 圖像

南邊鳥瞰洋山港

## 交通
- 洋山专线

## 外部連結
- 地理坐标：30°35′00″N 122°04′00″E / 30.58333°N 122.06667°E
- National Geographic: Megastructures （页面存档备份，存于） has an episode about the port